# Coppa di Svizzera 1981 (hockey su pista)
La Coppa di Svizzera 1981 è stata la 24ª edizione della principale coppa nazionale svizzera di hockey su pista. Il torneo ha avuto inizio il 30 maggio e si è concluso il 12 settembre 1981. Il trofeo è stato conquistato dal Montreux per la quattordicesima volta nella sua storia.

## Risultati

### Quarti di finale
| Squadra 1      | Risultato | Squadra 2         |
| -------------- | --------- | ----------------- |
| 30 maggio 1981 |           |                   |
| Basilea        | 8 - 4     | Juventus Montreux |
| Montreux       | 17 - 2    | Pully             |
| RC Zurigo      | 6 - 2     | Ginevra           |
| Thunerstern    | 6 - 5     | Vevey             |

### Semifinali
| Squadra 1      | Risultato | Squadra 2   |
| -------------- | --------- | ----------- |
| 29 agosto 1981 |           |             |
| Basilea        | 7 - 3     | Thunerstern |
| Montreux       | 13 - 2    | RC Zurigo   |

### Finale
| Squadra 1         | Risultato | Squadra 2 |
| ----------------- | --------- | --------- |
| 12 settembre 1981 |           |           |
| Basilea           | 7 - 8     | Montreux  |

## Campioni
| Vincitore Coppa di Svizzera 1981 |
| -------------------------------- |
| Montreux 14º titolo              |